# Keiichi Yamanaka
Keiichi Yamanaka (ur. 16 marca 1947 w Osace) – japoński prawnik, profesor nauk prawnych, specjalizujący się w dogmatyce prawa karnego.

## Życiorys
Yamanaka studiował prawo w latach 1966-1970 na Uniwersytecie Kansai w Osace, gdzie uzyskał tytuł magistra prawa (Shushi). W 1975 roku uzyskał stopień doktora (Hakase) na Uniwersytecie w Kioto, następnie pracował jako wykładowca w Osace. Został tam w 1978 profesorem nadzwyczajnym. W 1985 r. otrzymał tytuł profesora zwyczajnego.
W latach 1996–2000 był dziekanem Wydziału Prawa Uniwersytetu w Osace, a od 1997 do 2000 r. był szefem Japońskiego Stowarzyszenia Prawa Karnego. W latach 2001–2012 był również wykładowcą prawa karnego procesowego w Wyższej Szkole Policyjnej Rejonu Kinki.
Przebywał na stypendiach naukowych, m.in. Fundacji Humboldta, Fundacji Heinricha Hertza. Wielokrotnie przebywał w Polsce, gdzie prowadził wykłady: w 1989 roku na Uniwersytecie Jagiellońskim, Uniwersytecie Marii Curie-Skłodowskiej oraz na Uniwersytecie im. Adama Mickiewicza w Poznaniu; w 1991 roku – na Uniwersytecie Mikołaja Kopernika w Toruniu. W 1998 roku Profesor przebywał na Wydziale Prawa Uniwersytetu w Białymstoku. Od tego czasu utrzymywał ożywione kontakty naukowe z przedstawicielami uniwersyteckiego środowiska karnistycznego w Białymstoku.

## Wyróżnienia
- Doktor honoris causa Uniwersytetu w Białymstoku (2007)[2]
- Doktor honoris causa Uniwersytetu Huánuco w Peru (2009)
- Doktor honoris causa Uniwersytetu Georga-Augusta w Getyndze (2014)